# Governador Celso Ramos
Pour les articles homonymes, voir Celso Ramos (homonymie) et Ramos.
Governador Celso Ramos est une ville brésilienne du littoral de l'État de Santa Catarina.

## Géographie
Governador Celso Ramos se situe à une latitude de 27° 18′ 54″ sud et à une longitude de 48° 33′ 32″ ouest, à une altitude de 40 mètres. Sa population était de 13 012 habitants au recensement de 2010. La municipalité s'étend sur 93 km2.
Elle fait partie de la région métropolitaine de Florianópolis et de la microrégion de Florianópolis, dans la mésorégion du Grand Florianópolis. Le siège de la municipalité est situé dans la localité de Ganchos.

## Histoire
La colonisation de Governador Celso Ramos commença il y a plus de 200 ans, avec la venue de portugais attirés par la pêche à la baleine. Spécialisée dans la collecte de fruits de mer, la ville est un des plus grands centres de production de moules de l'État, ainsi qu'un important centre de pêche. Les açoriens qui fondèrent le village voisin de São Miguel peuplèrent également Governador Celso Ramos, qui jusqu'en 1963, était rattaché à Biguaçu.

## Villes voisines
Governador Celso Ramos est voisine des municipalités (municípios) suivantes :
- Biguaçu
- Tijucas